# Glenea signatipennis
Glenea signatipennis là một loài bọ cánh cứng trong họ Cerambycidae.